# Scinax dolloi
Scinax dolloi es una especie de anfibio anuro de la familia Hylidae.

## Distribución geográfica
Esta especie se describe solo sobre la base de dos especímenes de Maringá en el estado de Paraná en Brasil, no se conoce población en un entorno natural.

## Etimología
Esta especie lleva el nombre en honor a Louis Dollo.

## Publicación original
- Werner, 1903: Neue Reptilien und Batrachier aus dem naturhistorischen Museum in Brüssel. Zoologischer Anzeiger, vol. 26, p. 246-253[5]